# 山东梆子
山东梆子是中国地方戏曲的一个古老的剧种，又名“高调梆子”，流行于山东菏泽、济宁等地以及河南、河北的部分地区，据说是山陕梆子传入山东以后所形成，约有300多年历史，同山东的平调、莱芜梆子等剧种相互影响。在伴奏乐器方面与豫剧并无区别，最早用八楞月琴、二弦、三弦，以后改用板胡、京胡，近年来又增添了笙、阮、琵琶等乐器伴奏。
2006年，山东梆子纳入首批省级非物质文化遗产名录，2007年12月，中国山东省成立了山东梆子专业委员会。

## 流派
以菏泽为中心的，习称“曹州梆子”；以济宁、汶上为中心的，称为“汶上梆子”或“下路调”，总称“高调”。

## 参看
- 豫剧